# George Birkhoff
George Birkhoff (anglès: George David Birkhoff)  (Overisel, 21 de març de 1884 - Cambridge, 12 de novembre de 1944) va ser un matemàtic estatunidenc.

## Vida i Obra
Tot i haver nascut en una petita població de l'oest de Michigan, Birkhoff va passar la seva infància i joventut a Chicago, ciutat a la qual es va traslladar la família quan ell tenia dos anys. El pare era un metge d'origen holandès. Des de 1890 fins a 1902 va estudiar al Lewis Institute (avui convertit en Institut de Tecnologia d'Illinois) i en acabar va ingressar a la universitat de Chicago, però només hi va estar un curs. A partir del curs següent va estudiar a la universitat Harvard, en la qual es va graduar el 1905 i va obtenir el màster el 1906. A continuació, va retornar a Chicago on va obtenir el doctorat el 1907 sota la direcció d'Eliakim Hastings Moore, tot i que les influències eren més degudes al seu professor de Harvard, Maxime Bôcher, i a Henri Poincaré, a qui no va conèixer però amb qui va compartir interessos.
Els dos cursos següents va ser professor a la universitat de Wisconsin a Madison, temps durant el qual es va casar. El seu fill, Garrett Birkhoff també va ser un matemàtic de renom. De 1909 a 1912 va ser professor a la universitat de Princeton, periode durant el qual va establir amistat amb el seu col·lega Oswald Veblen. I, finalment, el 1912 va ser contractat per la universitat Harvard, de la qual va ser professor fins a la seva mort.
Ja el 1915 es va destacar per haver demostrat una versió més generalitzada del problema dels tres cossos que la que havia fet Poincaré. La seva obra més important, però, va ser la publicació el 1927 del llibre Dynamical Systems, amb el qual encetava una nova branca de les matemàtiques, diferenciada de la mecànica celeste, arrelada a la topologia i que es troba a la base de la moderna teoria del caos. El 1931 va enunciar el teorema ergòdic de Birkhoff, tot i que va tenir una polèmica amb John von Neumann sobre la prioritat en el descobriment. Aquest teorema va transformar la teoria cinètica de Boltzmann i Maxwell en un principi ben assentat en la mesura de Lebesgue.
Birkhoff va publicar més d'un centenar d'articles originals i una seixantena de crítiques i resums de llibres d'altres autors. A més dels temes de dinàmica i cinemàtica abans mencionats, també va tractar temes com la teoria de Sturm-Liouville, el problema de Riemann generalitzat, les equacions diferencials lineals, el problema dels quatre colors i les teories físiques tant quàntiques com relativistes.
Una de les seves obres més originals, tot i que sense gaire influència posterior, va ser el seu llibre Aesthetic Measure (1933), per escriure el qual va estar un any viatjant per tot el món estudiant l'art, la música i la poesia de cada indret, amb la finalitat de obtenir una mesura formal i matemàtica de la bellesa. El seu plantejament es basava en els conceptes d'ordre i complexitat, amb una dificultat evident per convertir-los en nombres que es poguessin manipular matemàticament.
El període 1925-1926 va ser president de la Societat Americana de Matemàtiques, institució a la que sempre va estar molt lligat, essent editor de la seva revista Transactions.

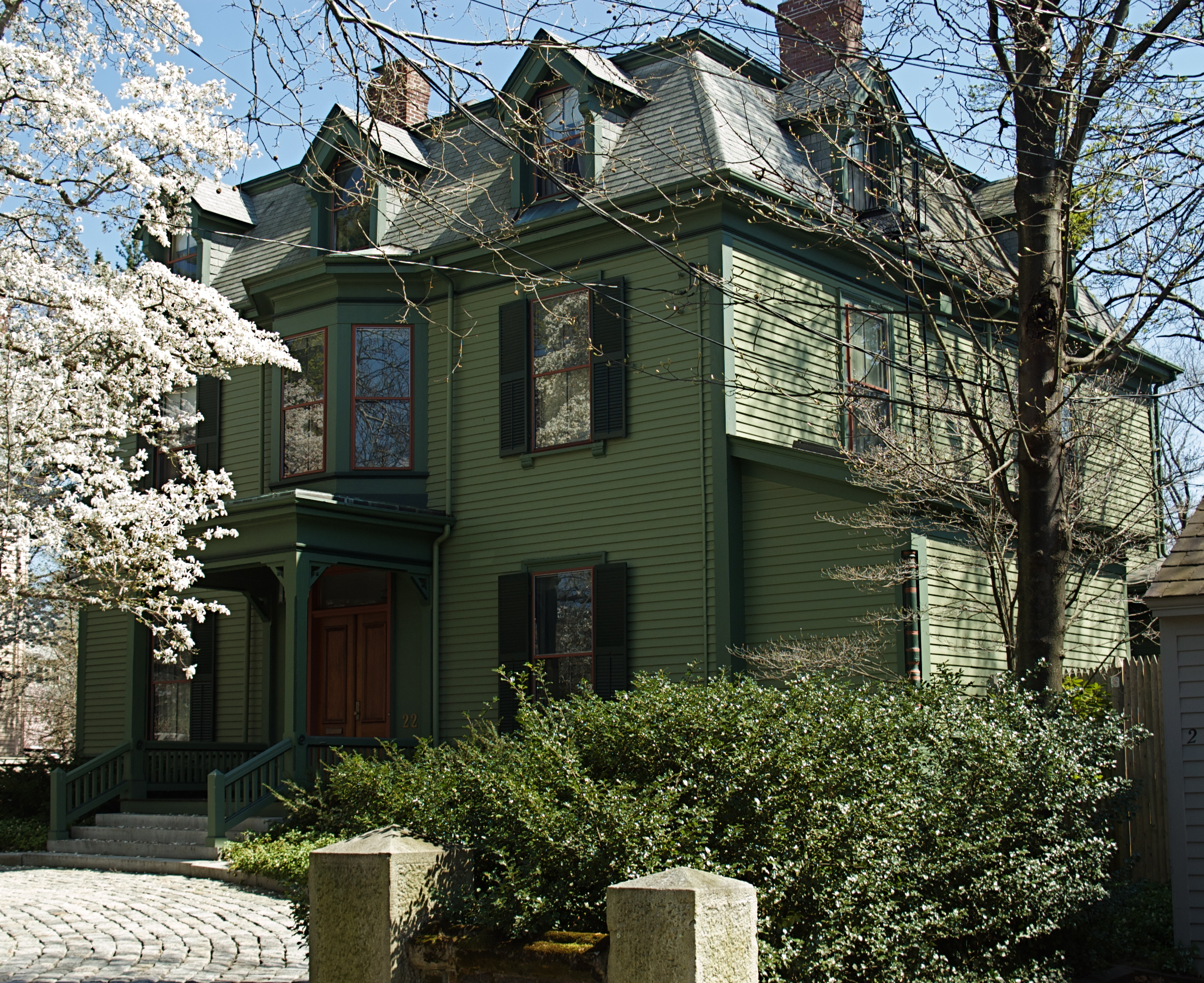
George D Birkhoff House, Cambridge (MA)

La casa que havia estat la seva residència entre 1920 i 1928 a Cambridge (Massachusetts) va ser declarada Indret Històric Nacional (National Historic Landmark) el 1975.